# Nome da Rússia
Nome da Rússia (em russo Имя Россия), é um projeto do canal estatal russo Rossiya, para eleger as personalidades que ilustrem o nome da Rússia.
O programa é semelhante ao de muito sucesso na Grã-Bretanha, chamado 100 Greatest Britons.
Os nomes para votação foram selecionados pelo Instituto de História Russa e a Academia Russa de Ciências.
O programa teve várias controvérsias devido à alta classificação do líder soviético Joseph Stálin, que não é russo, mas sim georgiano, e a um mal sistema de votação nas primeiras eleições, mais tarde modificado.
Eis os doze nomes da Rússia.
| Personalidade          | Apoio                                                              |
| ---------------------- | ------------------------------------------------------------------ |
| Alexandre II da Rússia | Andrei Sakharov, diretor do Instituto de História.                 |
| Fiodor Dostoiévski     | Embaixador da Rússia na OTAN, Dmitri Rogozin.                      |
| Catarina II, a Grande  | Governador de Krasnodar, Alexander Tkatchiov.                      |
| Ivan IV, o Terrível    | Ilia Gazunov, pintor.                                              |
| Vladimir Lênin         | Líder do Partido Comunista, Guennadi Ziuganov.                     |
| Dmitri Mendeleev       | Professor Serguei Kapista                                          |
| Pedro, o Grande        | Ex-Primeiro-Ministro e embaixador na Ucrânia, Viktor Chernomyrdin. |
| Alexander Pushkin      | Iuri Kublanovski, dissidente soviético.                            |
| Alexandre Nevsky       | Patriarca Kiril                                                    |
| Joseph Stálin          | General Valentin Varennikov                                        |
| Piotr Stolypin         | Nikita Mikhalkov, diretor de filmes.                               |
| Alexander Suvorov      | Serguei Mironov, chefe do Soviete Federal.                         |

- Página oficial do projeto Nome da Rússia